# Magdalena Forsberg
Magdalena Forsberg, geboren Wallin (Örnsköldsvik (Zweden), 25 juli 1967) is een Zweedse voormalige biatlete, en de meest succesvolle biatlete uit de geschiedenis van de sport.
Ze was eerst lid van de Zweedse nationale ploeg in het langlaufen. In 1993 schakelde ze over op biatlon. In de volgende jaren ontpopte ze zich tot de overheersende atlete in haar sport: van 1997 tot 2002 won ze zesmaal achtereen de algemene wereldbeker biatlon en zes wereldtitels. Een olympische titel bleef haar ontzegd; aan het einde van haar carrière behaalde ze in Salt Lake City op de Olympische Winterspelen 2002 nog wel twee bronzen medailles.

## Olympische Spelen
- Olympische Winterspelen 2002: Brons op de 15 km individueel; brons op de 7,5 km sprint

## Wereldkampioen
- 1997, Osrblie (Slowakije): 15 km individueel en 10 km achtervolging
- 1998, Pokljuka (Slovenië): 10 km achtervolging
- 2000, Oslo (Noorwegen): 10 km achtervolging
- 2001, Pokljuka (Slovenië): 15 km individueel en 12,5 km massastart

## Wereldbeker
- Eindwinnaar in 1997, 1998, 1999, 2000, 2001, 2002
- 42 overwinningen in wereldbekerwedstrijden (een record)